# 6 Grupa Armii

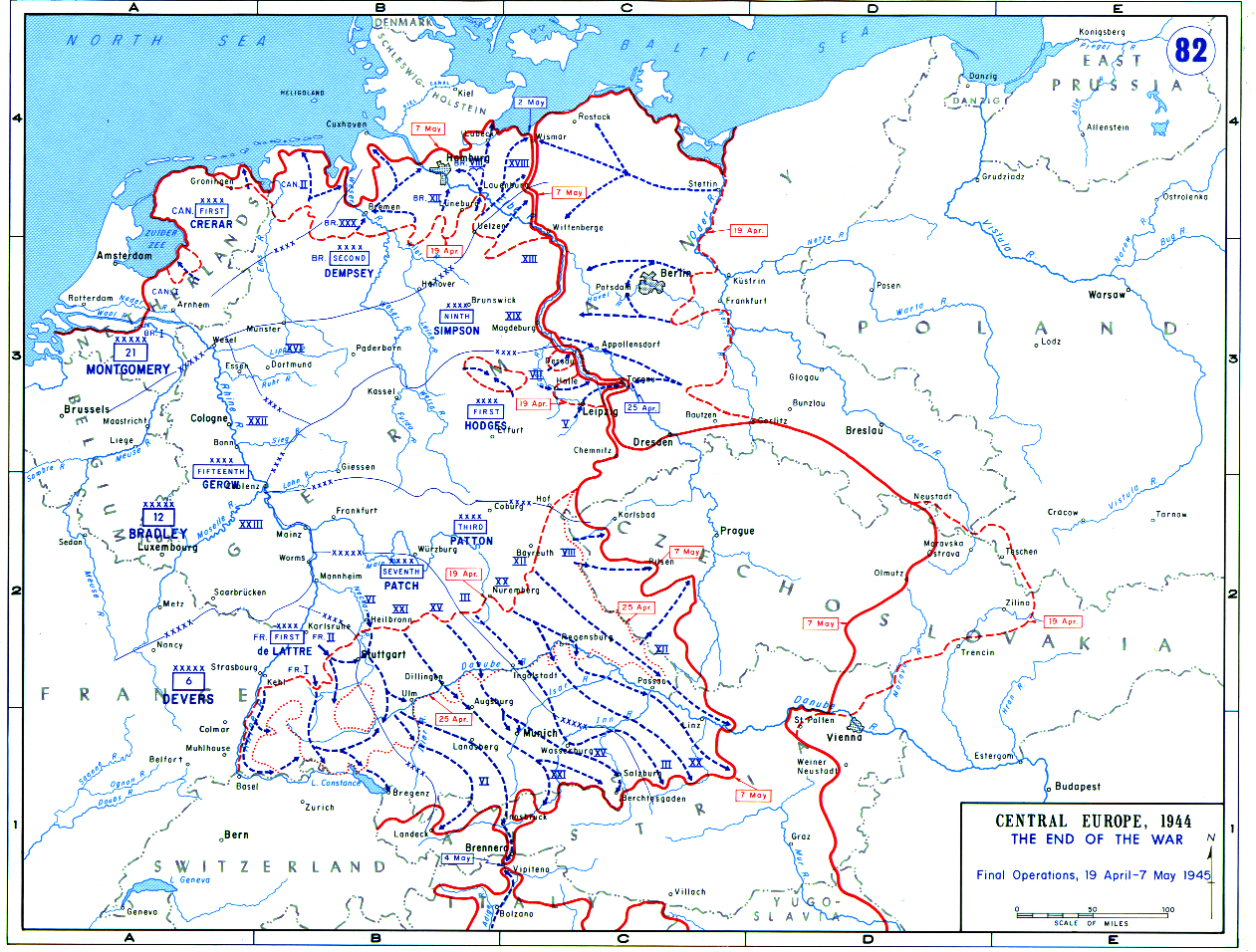
Ostatnia ofensywa (kwiecień - maj 1945)

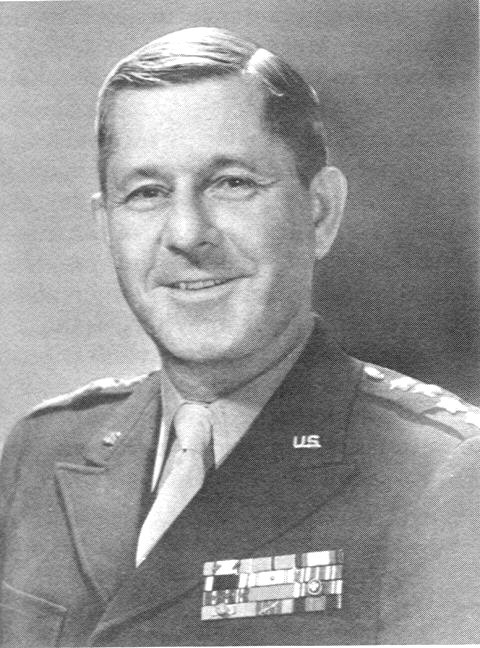
Jacob Devers

6 Grupa Armii (południowa) – wyższy związek operacyjny armii Stanów Zjednoczonych okresu II wojny światowej.
Wzięła udział w walkach na froncie zachodnim w latach 1944–1945.

## Formowanie i walki
Skład grupy armii jak i poszczególnych armii był zmienny i wyznaczany w zależności od potrzeb na danym kierunku operacyjnym.
6 Grupa Armii utworzona została 15 września 1944 na Korsyce. W jej skład weszły wojska przewidziane do inwazji w południowej Francji. W kolejnych walkach kontynuowała działania zaczepne w północno-wschodniej Francji i wyzwoliła między innymi  Strasburg. Od października do grudnia 1944 podejmowała próby sforsowania Renu. Na przeł. 1944/45 odpierała przeciwnatarcie niemieckiej Grupy Armii „G”. Na przełomie stycznia i lutego 1945 oczyściła od nieprzyjaciela przedmoście Colmar, a do 25 marca zachodni brzeg Renu w pasie swojego działania. Jej 7 Armia amerykańska sforsowała Neckar i 29 marca następnego dnia zdobyła Mannheim, a 1 Armia francuska przekroczyła 1 kwietnia Ren. Po przekroczeniu Renu wojska 6 GA przeszły do działań pościgowych w Schwarzwaldzie i Bawarii, a  29 kwietnia wkroczyły do Norymbergi, zajęły Karlsruhe i Pforzheim zmuszając wojska niemieckich grup armii „G” i „Ostmark” do kapitulacji, W czerwcu 1945 6 GA została rozwiązana.

## Dowództwo Grupy
Dowódca – gen. Jacob Devers

## Skład
Skład grupy w ostatniej ofensywie
- 1 Dywizja Piechoty (F) - gen. Garbay
- 2 Dywizja Pancerna (F) – gen. Le Cierc
- 27 Dywizja Alpejska	(F) - gen. Molle
- 1 Armia (F) – gen. de Tassingy
  - 9 Dywizja Piechoty Kolonialnej (F) - gen. Valluy
  - 1 Korpus (F) – gen. Bethouart
    - 1 Dywizja Pancerna – gen. Sudre
    - 4 Dywizja Górska	- gen. de Hesdin
    - 14 Dywizja Piechoty	- gen. Salan

  - 2 Korpus (F) – gen. de Montsabert
    - 5 Dywizja Pancerna (F) – gen. de Vernejoul
    - 2 Dywizja Marokańska – gen. Carpentier
    - 3 Dywizja Algierska - gen. Gillaume
- 7 Armia (USA) – gen. Alexander Patch
  - 103 Dywizja Piechoty – gen.McAuliffe
  - 36 Dywizja Piechoty - gen. Dahlquist
  - 44 Dywizja Piechoty - gen. Dean
  - 6 Korpus (USA) – gen. Brooks
    - 10 Dywizja Pancerna - gen. Morris
    - 63 Dywizja Piechoty - gen. Hibbs
    - 100 Dywizja Piechoty – gen. Burres

  - 15 Korpus (USA) – gen. Haislip
    - 14 Dywizja Pancerna – gen. Smith
    - 3 Dywizja Piechoty – gen. O’Daniel
    - 45 Dywizja Piechoty - gen. Frederiek